# Dieidolycus leptodermatus
Dieidolycus leptodermatus is een straalvinnige vissensoort uit de familie van puitalen (familie) (Zoarcidae). De wetenschappelijke naam van de soort is voor het eerst geldig gepubliceerd in 1988 door Anderson.